# Гарленд (округ, Арканзас)
Шаблон:StateAbbr_ 34°35′01″ пн. ш. 93°07′39″ зх. д. / 34.583611111111° пн. ш. 93.1275° зх. д.
Округ Ґарленд (англ. Garland County) — округ (графство) у штаті Арканзас. Ідентифікатор округу 05051.

## Історія
Округ утворений 1873 року.

## Демографія
За даними перепису 
2000 року 
загальне населення округу становило 88068 осіб, зокрема міського населення було 56302, а сільського — 31766.
Серед мешканців округу чоловіків було 42761, а жінок — 45307. В окрузі було 37813 домогосподарства, 25250 родин, які мешкали в 44953 будинках.
Середній розмір родини становив 2,78.
Віковий розподіл населення поданий у таблиці:
| Стать    | До 15 років | 15-21 | 22-29 | 30-39 | 40-49 | 50-65 | 65-85 | Понад 85 |
| -------- | ----------- | ----- | ----- | ----- | ----- | ----- | ----- | -------- |
| Чоловіки | 7990        | 3724  | 3693  | 5523  | 6081  | 7541  | 7535  | 674      |
| Жінки    | 7371        | 3450  | 3701  | 5468  | 6292  | 8582  | 9022  | 1421     |

## Суміжні округи
- Перрі — північ
- Салін — схід
- Гот-Спрінгс — південь
- Монтгомері — захід
- Єлл — північний захід

## Виноски
1. ↑  U.S. Decennial Census. United States Census Bureau. Архів оригіналу за 26 квітня 2015. Процитовано 26 серпня 2015.
2. ↑  Historical Census Browser. University of Virginia Library. Архів оригіналу за 11 серпня 2012. Процитовано 26 серпня 2015.
3. ↑  Forstall, Richard L., ред. (27 березня 1995). Population of Counties by Decennial Census: 1900 to 1990. United States Census Bureau. Архів оригіналу за 24 вересня 2015. Процитовано 26 серпня 2015.
4. ↑  Census 2000 PHC-T-4. Ranking Tables for Counties: 1990 and 2000 (PDF). United States Census Bureau. 2 квітня 2001. Архів оригіналу (PDF) за 18 грудня 2014. Процитовано 26 серпня 2015.
5. ↑  State & County QuickFacts. United States Census Bureau. Архів оригіналу за 7 червня 2011. Процитовано 21 травня 2014.(англ.) Наведено за англійською вікіпедією.
6. ↑  American FactFinder. Бюро перепису населення США. Архів оригіналу за 21 травня 2008. Процитовано 31 січня 2008.

| США | Це незавершена стаття з географії США. Ви можете допомогти проєкту, виправивши або дописавши її. |